# Bedford TK
Bedford TK a fost un camion produs de Bedford Vehicles și AWD Trucks din 1961 până în 1992. Aproximativ 500.000 de unități ale vehiculului au fost vândute în întreaga lume. Vehiculul a înlocuit Bedford S și a fost înlocuit cu Bedford TL.

## Istoric
Gama TK a înlocuit tipul Bedford S în 1961 și a servit ca bază pentru o varietate de produse derivate, inclusiv mașini de pompieri, militare, cutii de cai, basculante, camioane cu platformă și alte utilități specializate. O versiune a General Post Office (mai târziu British Telecom) utilizată pentru instalarea stâlpilor telegrafici era cunoscută sub numele de Polecat.
Disponibil cu motoare pe benzină și diesel în linie cu patru sau șase cilindri în linie de la Bedford, Leyland și Perkins, TK a fost camioneta ușoară prin excelență în Marea Britanie prin majoritatea anilor 1960 și 1970, concurând cu seria Ford D similară. Era disponibil sub formă rigidă și, de asemenea, sub formă de cap tractor ușor, folosind în mod normal forma de cuplare Scammell a semiremorcii.
În 1981, Bedford a introdus turbocompresorul la "Red Series" motoarele diesel de 3,6 litri și 5,4 litri, producând acum 72 CP și respectiv 102 CP.
TK-urile au fost asamblate de mulți ani de către General Motors New Zealand (GMNZ) la uzina de camioane Petone. Modelul a fost foarte popular și a concurat cu asemănător seriei Ford D, asamblate local. Seria TM a fost succedată, iar GMNZ a schimbat ulterior sursa pentru a lansa o gamă de modele Bedford-by-Isuzu asamblate local din seturi livrate din Japonia. Au fost produse peste 500.000 și au fost de asemenea asamblate de Holden în Australia.